# لانس غيست
لانس غيست (بالإنجليزية: Lance Guest)‏ مواليد 21 يوليو 1960 في ساراتوغا، الولايات المتحدة، هو ممثل أمريكي بدأ مسيرته الفنية سنة 1981.

## الأعمال

### مسلسلات
- دالاس (1981)
- نوتز لاندينغ (1991) (بدور: ستيف بروير)
- بيكر (1999)
- جاغ (2001)
- إن واي بي دي بلو (2004)
- هاوس (2006)
- جيريكو (2008)
- العرض المتأخر مع ديفيد ليترمان (2010) (بدور: جوني كاش)

## روابط خارجية
- لانس غيست على موقع IMDb (الإنجليزية)
- لانس غيست على موقع ألو سيني (الفرنسية)
- لانس غيست على موقع ميوزك برينز (الإنجليزية)
- لانس غيست على موقع أول موفي (الإنجليزية)
- لانس غيست على موقع قاعدة بيانات برودواي على الإنترنت (الإنجليزية)
- لانس غيست على موقع قاعدة بيانات الأفلام السويدية (السويدية)
- لانس غيست على موقع إن إن دي بي (الإنجليزية)
- لانس غيست على موقع قاعدة بيانات الفيلم (الإنجليزية)
- لانس غيست على موقع كينوبويسك (الروسية)